# 蘇州金龍KLQ6115GQ
蘇州金龍KLQ6115GQ（英語：Higer KLQ6115GQ）是一款由蘇州金龍生產的兩軸特低地台單層巴士。

## 澳門

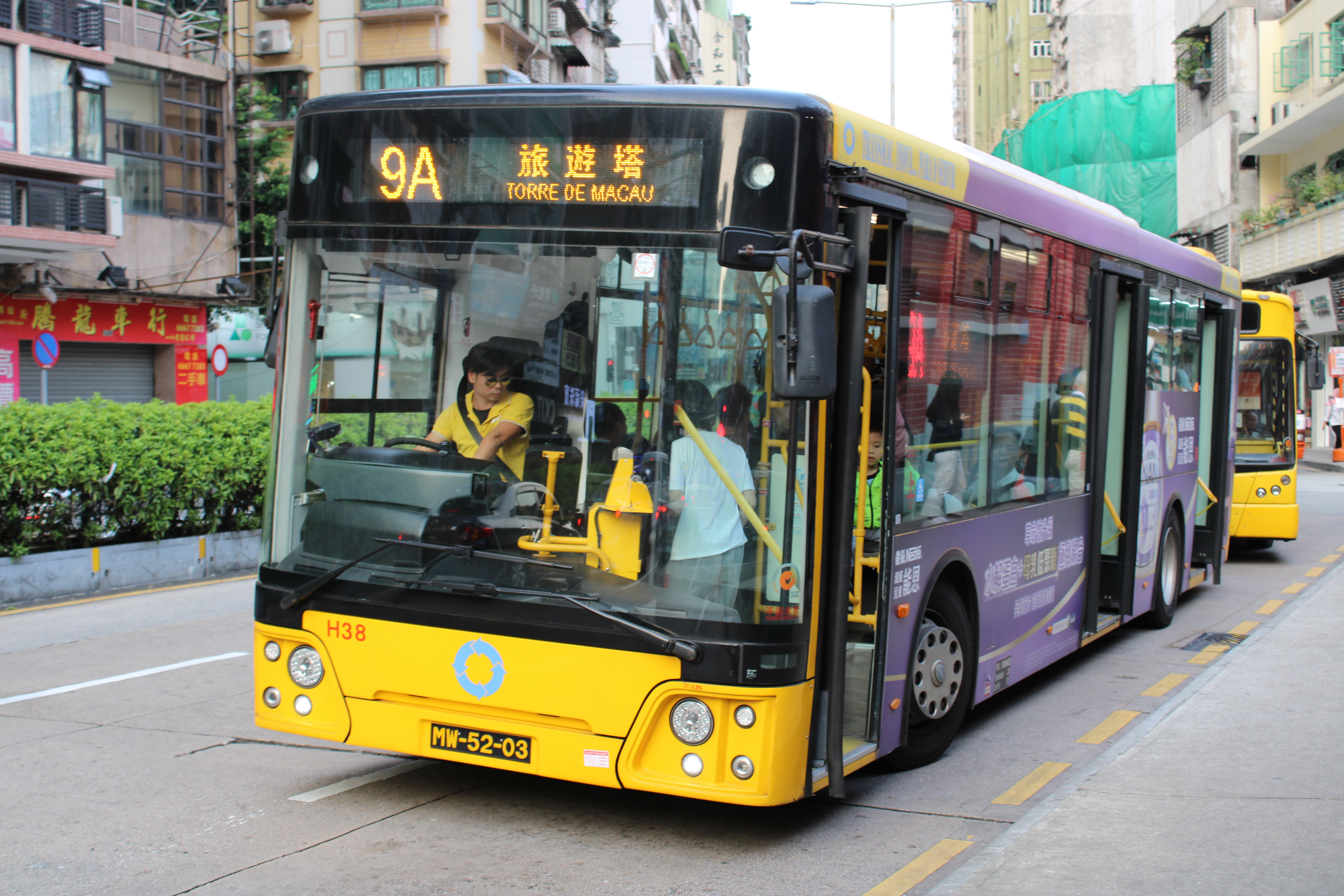
蘇州金龍KLQ6115GQ三門巴士

2016年8月，新福利引進40輛蘇州金龍KLQ6115GQ，是新福利首批三門巴士。車隊編號為H。其中，H40早前由生產商付運澳門途中發生交通意外，導致巴士損毀，需要送回車廠作維修。相關維修早前完成後立即再次付運到澳門。退役前主要行走9A路線，現時已經全數退役。
主要機械部件使用進口貨，包括配置進口的英國康明斯歐五排放 Cummins ISL8.9E5-280B 發動機、德國 Voith 自動變速箱、德國 ZF 轉向系統、美國 WABCO 制動系統、德國可調較儀錶台、英國 Grammar 氣墊司機座椅、德國 Vogel 品牌高靠背乘客座椅、法國進口 Tarabus 地革膠等等，新福利稱这可說是一台國內組裝的進口車。

## 外部連結
- 巴士迷參觀新福利三門大巴 （页面存档备份，存于）